# Pathosray
Pathosray — группа из Италии, играющая в стиле прогрессивный метал. На данный момент Pathosray выпустили две демозаписи и два полнометражных студийных альбома.

## История
Pathosray (первоначальное название: N.D.E.) была образована в 2000 году в Италии Иваном Мони Бидиным (ударные), Лукой Луизоном (гитара) и Марко Сандроном (вокал).
Первое демо Strange Kind of Energy было выпущено в 2002 году уже под новым названием группы — Pathosray.
В 2006 году состав изменился; с Фабио Д’Амуром на бас-гитаре и Джанпауло Ринальди на клавишных группа записала своё второе демо Deathless Crescendo.
Их одноименный дебютный альбом Pathosray был записан с новым гитаристом Алессио Веллискигом. Это привело к сделке с американской звукозаписывающей компанией Sensory Records, которая выпустила альбом в конце 2007 года. В январе 2008 года альбом получил положительные отзывы от нидерландского журнала Aardschok.
В мае 2009 года музыканты выпустили свой второй альбом Sunless Skies, изданный на лейбле Frontiers Records.
Летом 2010 года из-за творческих разногласий с группой гитарист Алессио Веллискиг решил уйти; его заменил Антонио Петрис. Ранее Антонио работал совместно с бас-гитаристом Pathosray Фабио Д’Амуром в других проектах. По словам музыкантов, он принёс в группу новый уровень энергии, который будет полезен в будущем. В этом же году ушёл второй гитарист Лука Луизон.
В 2012 году на странице группы в Facebook появилась информация о новом альбоме. Музыканты начали выкладывать фотографии процесса записи.
В 2013 году начался период молчания. Официальный сайт закрылся. До сих пор ни одной новости нет, но на аватаре страницы группы в Facebook с 2012 года изображено следующее: «Work in progress. We are coming back with a lot of news! New stuff, new sound, new look. The new journey is already started... Stay tuned!»
Также в разделе биографии написано, что группа работает над новым альбомом.

## Состав группы
- Иван Мони Бидин (Ivan Moni Bidin) (ударные) (2002-2010)
- Фабио Д’Амур (Fabio D’Amore) (бас-гитара, бэк-вокал) (2004-2010)
- Марко Сандрон (Marco Sandron) (вокал) (2002-2010)
- Джанпауло Ринальди (Gianpaolo Rinaldi) (клавишные) (2006-2010)
- Антонио Петрис (Antonio Petris) (гитара) (2010)

Бывшие участники
- Алессио Веллискиг (Alessio Velliscig) (гитара) (2006-2010)
- Лука Луизон (Luca Luison) (гитара) (2002-2010)
- Рене Капуццо (Rene Capuzzo) (клавишные) (2004-2006)
- Ромуло Дель Франко (Romolo Del Franco) (бас-гитара)
- Витторио Манзан (Vittorio Manzan) (клавишные)

## Дискография
Демо
- Strange Kind of Energy (2002)
- Deathly Crescendo (2006)

Альбомы
- Pathosray (2007)
- Sunless Skies (2009)